# Шуляк Володимир Васильович
Володимир Васильович Шуляк (1969—2024) — старший лейтенант збройних сил України, учасник російсько-української війни.

## Життєпис
Народився 5 січня 1969 в селі Топори Хмельницької області. 
Був командиром мінометного взводу роти вогневої підтримки.
Загинув 11 травня 2024 року на Донеччині.

## Нагороди
- Орден Богдана Хмельницького III ступеня[1].